# Формула преступления
«Формула преступления» — российский исторический детективный телесериал, снятый режиссёром Сергеем Виноградовым при участии режиссёров Станислава Мареева и Киры Ангелиной. Изначально созданный для Первого канала в 2019 году, сериал в итоге был выпущен в онлайн-кинотеатре Иви в 2022 году. В 2025 году вышел второй сезон сериала. Главные роли исполнили Алина Ланина и Андрей Горбачёв.

## Сюжет
События сериала разворачиваются в 1895 году в Санкт-Петербурге. Главная героиня, Анастасия Ардашникова, стала одной из первых женщин, получивших диплом юридического факультета Сорбонны. Вернувшись на родину из Франции, она стремится внедрить свои знания в передовые, но малоизвестные в России методы расследования, мечтая стать криминалистом.
Её энтузиазм и профессиональные амбиции не встречают понимания среди окружающих. Многие считают, что она занимается делом, неподходящим для женщины. Первое столкновение Анастасии с российской сыскной полицией, представленной приставом Тарасом Смолокуровым, показывает, насколько далеки её методы от реалий российской действительности. Тарас, не особо разбирающийся в криминалистике, предпочитает полагаться на своё чутьё, а также использовать силу и опыт общения с простыми людьми, что позволяет ему находить подход к любому, даже самому сложному собеседнику.
В ходе сериала Анастасии и Тарасу предстоит расследовать ряд загадочных преступлений. Тарас постепенно начинает понимать, что иностранные методы не всегда бесполезны, а Анастасия осознаёт, что не каждое преступление можно подогнать под идеальную формулу.

## В ролях
| Актёр                         | Роль                                                                   |
| ----------------------------- | ---------------------------------------------------------------------- |
| Алина Ланина                  | Анастасия Андреевна Ардашникова                                        |
| Андрей Горбачёв               | Тарас Петрович Смолокуров, пристав, позднее - полицмейстер             |
| Кирилл Иванов                 | Владимир Михайлович Семагин сын графа                                  |
| Валерий Кухарешин             | граф Михаил Львович Семагин                                            |
| Константин Воробьёв           | Прохор Ильич Шмелёв опекун Анастасии                                   |
| Антон Пулит                   | Василий Ухов урядник, позднее - пристав                                |
| Даниил Кокин                  | Филимон Перетрухин урядник                                             |
| Александр Безруков            | Родион Романович Карпенко эксперт                                      |
| Ольга Белявская               | графиня Вера Павловна Качалова                                         |
| Синявский, Денис Владимирович | Дмитрий Алексеевич Коневский                                           |
| Георгий Пицхелаури            | Казимир                                                                |
| Евгений Карпов                | полковник Лисичкин                                                     |
| Борис Войцеховский            | доктор                                                                 |
| Елизавета Шакира              | Софья Беккер                                                           |
| Глафира Козулина              | Даналикея                                                              |
| Оксана Базилевич              | Евдокия Павловна Остроумова                                            |
| Велерий Гришко                | генерал Фёдор Алексеевич Зубов                                         |
| Джулиано ди Капуа             | Луи Филипп Калиостро                                                   |
| Самвел Мужикян                | князь Кавтарадзе                                                       |
| Сергей Шелгунов               | Сергей Никитич Трубецкой, директор Эрмитажа                            |
| Денис Кириллов                | Леонидас                                                               |
| Игорь Головин                 | Пётр Степанович Виноградов заместитель министра внутрених дел          |
| Илья Божко                    | Луи                                                                    |
| Игорь Павлов                  | граф Лев Батурлин                                                      |
| Антон Денисов                 | Бурносов                                                               |
| Андрей Тартаков               | Виктор Васильевич Готбурд брат Брянцевой                               |
| Ольга Белинская               | Ольга Васильевна Брянцева                                              |
| Маргарита Бычкова             | Наталья Александровна Телегина тамбовская помещица                     |
| Василий Щепицын               | Лапшин пристав                                                         |
| Михаил Вассербаум             | полковник Николай Иванович Шумский                                     |
| Вадим Романов                 | Афанасий Лукич Парышев купец второй гильдии                            |
| Дарья Румянцева               | Зинаида Клочкова                                                       |
| Александр Вонтов              | Иван Илларионович Воронцов-Дашков министр Императорского двора         |
| Владимир Глазков              | Георгий Иванович Мазурик чиновник Императорского технического общества |
| Евгения Свиридова             | Нина Алексеевна Панарина                                               |
| Сергей Власов                 | генерал Антон Гордеевич Голованов                                      |
| Марина Солопченко             | Елизавета Сергеевна жена Голованова                                    |
| Алексей Шевченко              | Иннокентий Сергеевич                                                   |
| Константин Демидов            | Данилов                                                                |
| Светлана Бакулина             | Наталья Николаевна Данилова                                            |

## Эпизоды
| Сезон | Серии | Серии | Даты показа   | Даты показа     |
| Сезон | Серии | Серии | Первая серия  | Последняя серия |
| ----- | ----- | ----- | ------------- | --------------- |
| 1     | 32    | 32    | 29 июня 2022  | 29 июня 2022    |
| 2     | 16    | 16    | 7 апреля 2025 | 28 апреля 2025  |

## Съёмки
Съёмки велись в 2019—2020 годах на протяжении десяти месяцев в Санкт-Петербурге. Среди локаций — Петропавловская крепость, набережная Фонтанки и набережная Мойки, улицы и дворы-колодцы Васильевского острова. Также работа над проектом велась в реальных интерьерах города: квартирах-музеях, залах Дома юристов, помещениях фортов в Кронштадте, дом где живёт главная героиня — Особняк графа Гудовича в Пушкине. Павильонные съёмки велись на киностудии Кинополис.
Когда начинались съемки был готов сценарий только 8 серий, и потом сценаристы шли от придумок актёров, их поведения в кадре, от того, как складывались персонажи, некоторые маленькие роли выросли в полноценные образы. Не было большого описания персонажей, это была фантазия и сотворчество актёров и режиссера, продумывавших линию поведения героев и образы2.
Исполнительница главной роли Алина Ланина в интервью отмечала, что в отличие от других проектов, которые, не все «по любви», и которые она сама не смотрела или смотрела не полностью, сериал «Формула преступления» — «был долгожданный и любимый сериал, поэтому его я смотрела».
Летом 2024 года начаты съёмки второго сезона сериала, вышел 7 апреля 2025 года.

## Показ
Сериал не транслировался по телевидению, вышел на интернет-платформах (премьрера на онлайн-кинотеатре IVI 29 июня 2022 года), и по рейтингу зрительских предпочтений сайта Кино-театр.ру сериал вошёл в ТОП-30 сериалов 2022 года, заняв 25 место среди вышедших в этом году 215 многосерийных (свыше четырех эпизодов) проектов, при этом стал одним из 10 проектов тридцатки, не имевших телеэфира., а по версии интернет-сервиса Кинопоиск на октябрь 2024 года сериал имеет рейтинг 8,4 балла и занимает 119 место в ТОП-250 сериалов портала.
Екатерина Визгалова (заместитель главного редактора портала «Кино-театр.ру», пресс-секретарь фестиваля «Артдокфест»), отмечает, что сериал, как и ряд других российских современных исторических детективов, снят на волне народной любви и после успеха сериалов «Анна-детективъ» и «Тайны госпожи Кирсановой», но в отличие от таких их «последователей» как «Воскресенский» и «Безсоновъ», в которых актёры лишь «отрабатывали гонорар», на общем фоне выигрывает у них.